# Gaj (Srbac, BiH)
Gaj je naseljeno mjesto u sastavu općine Srbac, Republika Srpska, BiH.

## Stanovništvo
| Gaj                |          |
| Godina popisa      | 1991.    |
| Srbi               | 5 (100%) |
| Hrvati             | 0        |
| Muslimani          | 0        |
| Jugoslaveni        | 0        |
| ostali i nepoznato | 0        |
| ukupno             | 5        |